# SixPack
SixPack es el primer álbum de estudio, debut homónimo del grupo juvenil Six Pack. Fue lanzado en marzo de 2007 por la compañía discográfica: Feria Music , mientras la serie Karkú estaba en el aire.
A la salida de Raquel Calderón hubo una nueva reedición del álbum pero esta vez con la voz de la nueva integrante Constanza Herrero. 

## Promoción
El primer sencillo titulado "Chico malo" fue lanzado en enero de 2007 en las radios chilenas, inesperadamente se convirtió en un rotundo éxito siendo número "1" por varias semanas. El sencillo no contó con un video musical a diferencia del segundo sencillo "Cada vez", el cual se transmitió en el Canal MTV. El tercer sencillo "Amiga del alma" fue presentado en el canal chileno "Buenos Días a todos" en una interpretación en vivo.

## Lista de canciones
| SixPack |                         |       |
| Chile   |                         |       |
| 1       | "Chico malo"            | 03:33 |
| 2       | "Bendíceme"             | 03:12 |
| 3       | "24 horas"              | 04:07 |
| 4       | "Cómo te puedo olvidar" | 04:30 |
| 5       | "Cada vez"              | 03:17 |
| 6       | "Amiga del alma"        | 03:55 |
| 7       | "Ángel"                 | 03:55 |
| 8       | "Esclavo de tu voz"     | 04:20 |
| 9       | "Otra vez"              | 03:37 |
| 10      | "Los chicos no lloran"  | 03:44 |
| 11      | "Chico malo (acústico)" | 03:33 |

- Datos: Q6130185